# Cassago Brianza
Cassago Brianza es una localidad y comune italiana de la provincia de Lecco, región de Lombardía, con 4.067 habitantes.

## Evolución demográfica
| Gráfica de evolución demográfica de Cassago Brianza entre 1861 y 2001 |
|                                                                       |
| Fuente ISTAT - elaboración gráfica de Wikipedia                       |